# Kepler-8
Kepler-8 är en ensam stjärna belägen i den mellersta delen av stjärnbilden Lyran. Den har en skenbar magnitud av ca 13,9 och kräver ett kraftfullt teleskop för att kunna observeras. Baserat på parallax enligt Gaia Data Release 2 på ca 0,95 mas, beräknas den befinna sig på ett avstånd på ca 3 430 ljusår (ca 1 050 parsek) från solen. Den rör sig närmare solen med en heliocentrisk radialhastighet på ca -55 km/s.

## Observationer
Kepler-8 fick sitt namn för att det var platsen för det åttonde planetsystemet som upptäcktes av NASA-ledda Kepleruppdraget, ett projekt som syftar till att upptäcka jordliknande planeter som passerar framför dess värdstjärna sett från jorden. Planeten som kretsar kring Kepler-8 var den femte planeten som upptäcktes av Keplerteleskopet. De första tre planeterna noterade från Keplers data hade tidigare upptäckts och användes för att verifiera noggrannheten i Keplers mätningar.

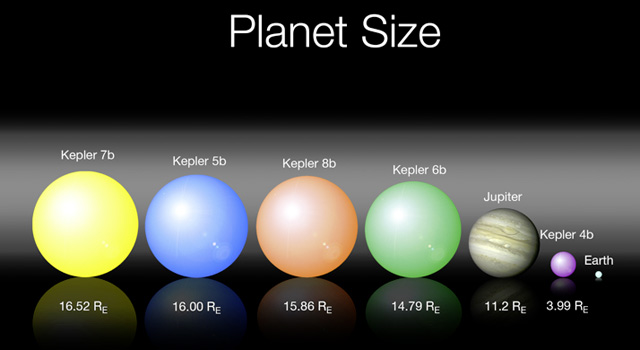
De första fem planeterna upptäckt av Kepler, jämfört med relativ storlek. Kepler-8b är avbildad i orange.

## Egenskaper
Kepler-8 är en gul till vit stjärna i huvudserien av spektralklass F5 V. Den har en massa som är ca 1,21 solmassor, en radie som är ca 1,49 solradier och har en effektiv temperatur av ca 6 200 K.

## Planetsystem
Kepler-8b är den enda planeten som har upptäckts i omloppsbanan kring Kepler-8, med en massa på 0,603 jupitermassa och en radie på 1,419 jupiterradie. Planeten är diffus, med en densitet på 0,261 gram/cm3, särskilt i jämförelse med Jupiter och dess densitet på 5,515 gram/cm3. På ett avstånd av 0,0483 AE kretsar Kepler-8b kring dess stjärna med en omloppsperiod av 3,5225 dygn. Excentriciteten hos Kepler-8:s bana antas vara 0, vilket skulle ge planeten en cirkulär bana. Som jämförelse kretsar planeten Merkurius kring solen på ett avstånd av 3 871,87 AE med omloppsperiod på 97,2056 dygn. 
| Planet | Massa    | Halv storaxel (AE) | Siderisk omloppstid (d) | Excentricitet | Inklination | Radie    |
| ------ | -------- | ------------------ | ----------------------- | ------------- | ----------- | -------- |
| b      | 0,603 MJ | 0,0483             | 3,5225                  | 0             | -           | 1,419 RJ |